# Tipula vernans
Tipula vernans är en tvåvingeart som först beskrevs av Fabricius 1775.  Tipula vernans ingår i släktet Tipula, ordningen tvåvingar, klassen egentliga insekter, fylumet leddjur och riket djur.
Artens utbredningsområde är Danmark. Inga underarter finns listade i Catalogue of Life.